# Fritz Hoch
Fritz Hoch (* 21. Oktober 1896 in Zürich; † 20. Oktober 1984 in Kassel) war ein deutscher Politiker der SPD.

## Leben und Beruf
Fritz Hoch war der Sohn des im Ghetto Theresienstadt umgekommenen SPD-Reichstagsabgeordneten Gustav Hoch. Nach dem Abitur in Hanau studierte er in Marburg, Würzburg und Frankfurt am Main Rechtswissenschaften. Nach dem ersten Staatsexamen wurde er 1923 zum Doktor der Rechte promoviert. 1926 trat er in den preußischen Staatsdienst ein und wurde Regierungsrat im Innenministerium. Nach dem Preußenschlag 1932 verlor er diese Position und wechselte in das Oberpräsidium von Kurhessen in Kassel, wo er bis 1945 zunächst für kommunalrechtliche Fragen und später für Sparkassenangelegenheiten und Wasserrecht zuständig war. Die amerikanische Besatzungsmacht berief ihn 1945 zum Oberpräsidenten von Kurhessen. Nach der Bildung von Regierungsbezirken im neuen Land Hessen wurde er Regierungspräsident im Regierungsbezirk Kassel und behielt dieses Amt bis zu seiner Pensionierung 1961. Anschließend wurde er Verwaltungsratsvorsitzender des Hessischen Rundfunks.
Fritz Hoch wurde auf dem Hauptfriedhof Hanau begraben.

## Politik
Hoch war seit 1919 SPD-Mitglied. 1946 war er Mitglied des Vorbereitenden Verfassungsausschusses (Groß-Hessen). 1948 wurde er in die Hessische Kabinettskommission zur Vorbereitung der Verwaltungsreform berufen. Er gehörte 1948/49 dem Parlamentarischen Rat an.

## Ehrungen
Neben dem Großkreuz des Bundesverdienstkreuzes wird Hoch auch mit der Freiherr-vom-Stein-Plakette, der Wilhelm-Leuschner-Medaille und der Ehrenplakette der Stadt Kassel ausgezeichnet. 1952 ernannte ihn die Philipps-Universität Marburg zum Ehrensenator.